# Sapa AS
Die Sapa AS (heute Hydro Extruded Solutions AS) war ein 50:50-Joint-Venture zwischen der Orkla ASA und Norsk Hydro. Sapa stellte stranggepresste Aluminiumprofile, wie sie z. B. für Fenster und Türen benötigt werden, her. Das Rührreibschweißen von Aluminium wurde 1996 bei Sapa industrialisiert.

## Geschichte
1963 wurde Skandinaviska Aluminiumprofiler von Lars Bergenhem und Nils Bouveng gegründet. Die erste Fabrik hatte ihren Sitz in Vetlanda. Im Jahr 1970 wurde eine Vereinbarung mit Nokia Oy unterzeichnet, die den Aufbau eines gemeinsamen Presswerks in den Niederlanden vorsah. 1971 wurde der britische Konzern RTZ-Pillar von der Rio Tinto-Zinc Corporation übernommen. 2005 wurde die Sapa von Elkem übernommen, welche im selben Jahr von der norwegischen Orkla gekauft wurde. 2009 wurde das Unternehmen durch die Übernahme der insolventen amerikanischen Indalex vergrößert.
Im Jahr 2013 wurden die Aluminiumprofilgeschäfte von Hydro und Orkla zusammengelegt. Im Oktober 2017 übernahm Hydro alle Anteile an Sapa von Orkla.